# Berganês

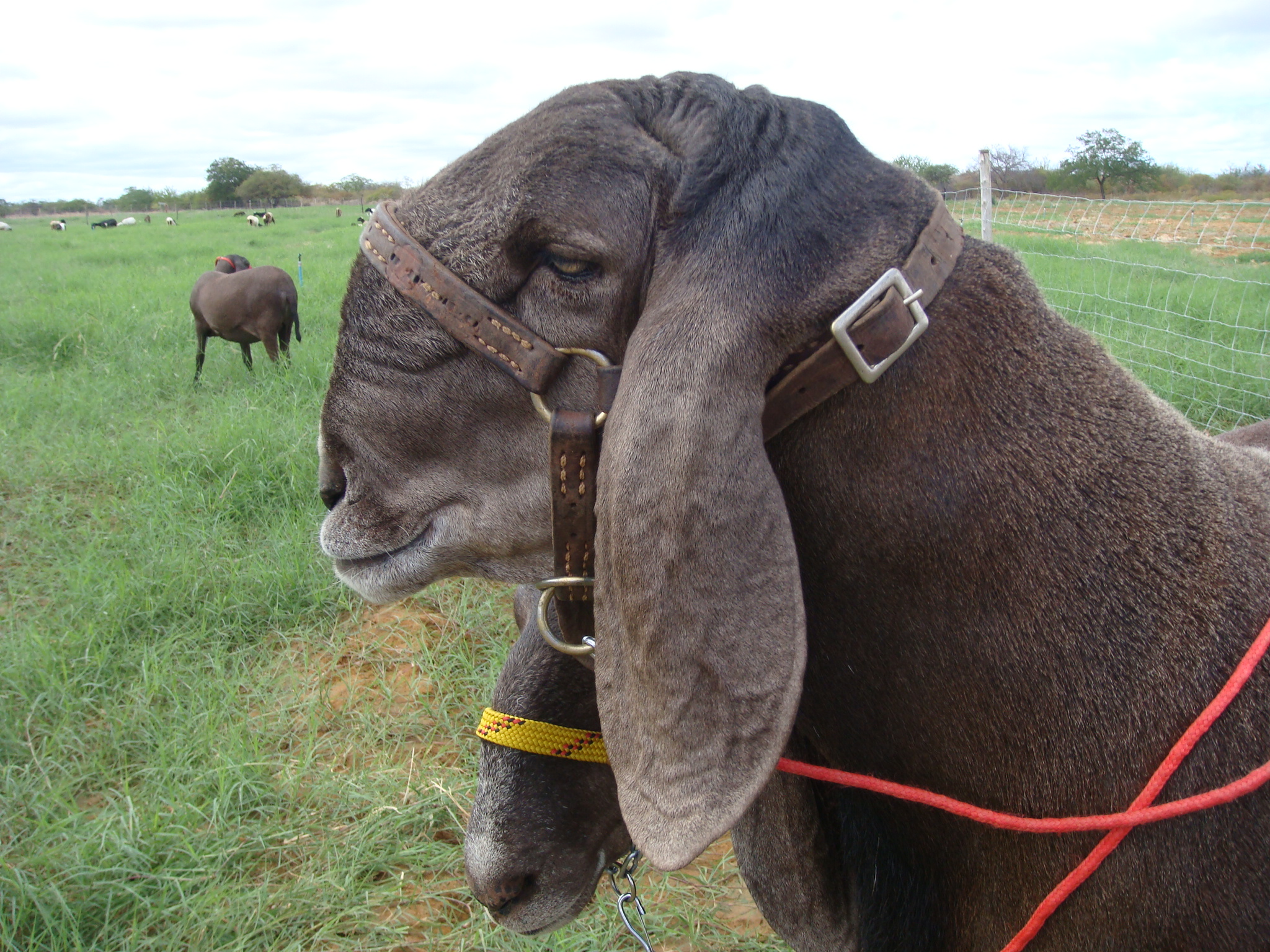
Golias. Reprodutor do Ecótipo Berganês.

Berganês é uma raça de ovelha desenvolvida na região nordeste do Brasil, é um cruzamento entre o Santa Inês e a Bergamácia brasileira.

## História
Criadores de ovelha do município de Dormentes, Pernambuco, queriam ovelhas maiores e mais produtivas e então iniciaram cruzamentos entre o Santa Inês e a Bergamácia brasileira. Com o tempo, os animais mais adequados foram sendo selecionados proporcionado animais com as características fenotípicas desejadas. A raça busca reconhecimento junto ao MAPA (Ministério da Agricultura, Pecuária e Abastecimento).
Durante a execução dos trabalhos de Assistência Técnica e Extensão Rural oficial do estado de Pernambuco, no ano de 2007, no município de Dormentes, PE, deparou-se com ovinos de porte grande, produtivos e rústicos. No sentido de investigar a origem desse ecótipo, a pesquisa foi realizada entrevistando-se, principalmente os descendentes dos produtores que realizaram os primeiros cruzamentos, o qual iniciou-se na década de 80, por um grupo de agricultores visando melhorar um pequeno rebanho de ovelhas sem raça definida. Foram adquiridos ovinos das raças Santa Inês e Bergamácia e realizados sucessivos cruzamentos. Em 2003, os ovinos já possuíam padrões homogêneos, os quais foram denominados Berganês. Dados dos animais campeões em feiras, dos anos de 2006 a 2015 foram obtidos e observou-se que esses ovinos possuem, em média, 4,5 kg de peso ao nascer e 12 kg aos 30 dias de vida, podendo atingir de 130 a 140 kg com 18 a 24 meses, com excelente conformação de carcaça e marmorizada.

## Características
A raça é de dupla aptidão para carne e couro, mocho, destacando-se por ser muito rústica, reduzindo bastante os custos de criação. É um animal que vem sendo selecionado para ser totalmente deslanado, apesar de se aceitar animais adultos semi-lanados. Por ter se desenvolvido no semiárido nordestino, se adapta bem a regiões de muito calor e adaptado para digestão de vegetação nativa, conseguindo sobreviver bem digerindo gramíneas, folhas e ramos secos em épocas de estiagem (comum na caatinga) quando criado em regime extensivo explorando a vegetação nativa. São animais de grande altura e pesados.

## Distribuição do plantel
A grande maioria dos animais estão concentrados no nordeste brasileiro.

## Melhoramentos genéticos
Os criadores têm se esforçado para melhorar a qualidade do plantel para produzir animais com melhor conformação física e qualidade de carcaça, com os primeiros estudos com assessoria de profissionais no ramo da pecuária sendo feitos.

## Importância
A raça tem uma grande importância econômica para a caprinovinocultura  para o município de Dormentes - PE, chegando a movimentar 2 milhões de reais por mês com o comércio destes animais.